# Боливарианские пляжные игры
Боливарианские пляжные игры (исп. Juegos Bolivarianos de Playa) — это мультиспортивное мероприятие по пляжным видам спорта, которое проводилось раз в два года в Южной Америке. Игры учредила Генеральная ассамблеей Боливарианской спортивной организации (ODEBO) 7 февраля 2011 года.
Впервые соревнование состоялось в городе Лима, Перу. В них приняли участие шесть стран, входящие в ODEBO и четыре приглашённые страны.
Всего было проведено 3 розыгрыша Боливарианских пляжных игр. В последний раз мероприятие состоялось в 2016 году в чилийском городе Икике. Четвёртые игры должны были пройти в 2019 году в городе Варгас, Венесуэла, но были отменены из-за начавшегося политического кризиса в стране

## Список игр
| №   | Год  | Место             | Стран-участников | Видов спорта | Спортмены | Страна-победитель |
| --- | ---- | ----------------- | ---------------- | ------------ | --------- | ----------------- |
| I   | 2012 | Лима, Перу        | 10               | 13           | 1000      | Перу              |
| II  | 2014 | Уанчако, Перу     | 9                | 12           | 1000      | Венесуэла         |
| III | 2016 | Икике, Чили       | 11               | 13           | 1100      | Чили              |
| IV  | 2019 | Варгас, Венесуэла | Отменено         | Отменено     | Отменено  | Отменено          |

## Медали
| Место | Страна                   | Золото | Серебро | Бронза | Всего |
| 1     | Венесуэла                | 58     | 50      | 46     | 154   |
| 2     | Чили                     | 48     | 46      | 38     | 132   |
| 3     | Перу                     | 48     | 35      | 37     | 120   |
| 4     | Колумбия                 | 30     | 24      | 29     | 83    |
| 5     | Эквадор                  | 19     | 40      | 37     | 96    |
| 6     | Гватемала                | 6      | 3       | 6      | 15    |
| 7     | Парагвай                 | 3      | 9       | 9      | 21    |
| 8     | Сальвадор                | 3      | 6       | 5      | 14    |
| 9     | Доминиканская Республика | 1      | 3       | 6      | 10    |
| 10    | Панама                   | 0      | 0       | 2      | 2     |

## Виды спорта
Виды спорта, которые были в программе Боливарианских пляжных игр:
- Водные лыжи
- Гребля
- Парусный спорт
- Плавание в открытой воде
- Пляжное регби
- Пляжный волейбол
- Пляжный волейбол
- Пляжный теннис
- Пляжный футбол
- Подводный спорт
- Рафтинг
- Серфинг
- Триатлон